# Kieran Trippier
Kieran Trippier (Bury, 19 de setembro de 1990), é um futebolista inglês que atua como lateral-direito. Atualmente joga pelo Newcastle.

## Carreira no clube

### Manchester City
Trippier ingressou na academia do Manchester City aos nove anos de idade, onde progrediu através das fileiras do clube, assinando seu primeiro contrato profissional em 2007. Na temporada 2007–08, ele se tornou titular na equipe reserva e fez parte da equipe que venceu a FA Youth Cup. Em agosto de 2009, ele participou do amistoso de prestígio contra o FC Barcelona no Camp Nou. Ele se juntou à equipe principal para a turnê de pré-temporada pelos Estados Unidos em 2010.

## Carreira no clube

### Manchester City
Em fevereiro de 2010, ele ingressou no clube da Championship do Barnsley por empréstimo de um mês. Ele fez três aparições durante o período de empréstimo, estreando em uma derrota por 2 a 1 contra o Middlesbrough. Seu empréstimo foi interrompido depois que ele sofreu uma lesão no Scunthorpe United, que o deixou fora por dez dias. Em agosto de 2010, ele voltou a se juntar ao Barnsley para sua segunda passagem pelo clube em um acordo de empréstimo de seis meses. Ele fez sua segunda estreia pelo clube na derrota por 1 a 0 em casa para o Rochdale na Copa da Liga. Em janeiro de 2011, Trippier concordou em permanecer no Barnsley pelo restante da temporada 2010–11. Ele marcou seu primeiro gol como profissional pelo Barnsley em um empate por 3 a 3 com o Leeds United, com uma cobrança de falta curvada de 25 metros no Elland Road em fevereiro de 2011. Seu segundo gol veio contra os rivais locais do Doncaster Rovers com outra cobrança de falta, empatando no final para os anfitriões no Oakwell. Ele continuou a fazer quarenta e uma aparições em todas as competições, ganhando o prêmio de Jogador Jovem do Ano.

### Burnley

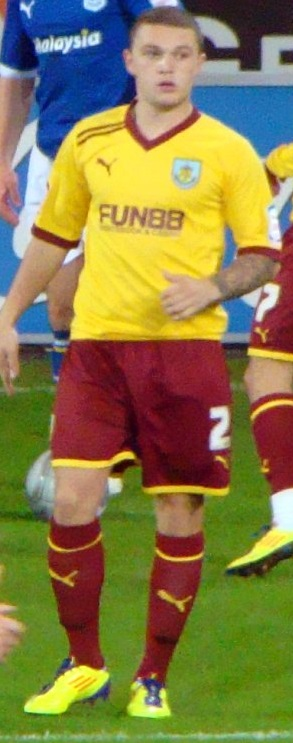
Trippier jogando pelo Burnley em 2011

Em julho de 2011, Trippier juntou-se ao clube da Championship, o Burnley, por empréstimo de uma temporada como substituto do partindo Tyrone Mears. Ele estreou pelos Clarets em agosto de 2011, em um empate em casa por 2 a 2 com o Watford. Seu primeiro gol pelo clube veio em setembro de 2011, com uma bela cobrança de falta de longa distância contra o Milton Keynes Dons em uma vitória por 2 a 1 na Copa da Liga. Seu primeiro gol na liga veio em dezembro de 2011, uma vitória por 1 a 0 sobre o Brighton & Hove Albion no Falmer Stadium, com um chute poderoso da entrada da área. Em dezembro de 2011, depois de impressionar durante seu empréstimo, Trippier foi indicado ao prêmio de Jogador do Mês da Championship. Em 2 de janeiro de 2012, ele recebeu seu primeiro cartão vermelho profissional por receber duas advertências em uma derrota por 2 a 1 para o Leeds United. Um dia depois, o Burnley contratou Trippier em definitivo por uma taxa não revelada, assinando um contrato de três anos e meio. Em janeiro de 2012, ele marcou seu segundo gol pelo clube, marcando de longa distância em uma vitória por 2 a 0 fora de casa contra o Middlesbrough. Em março de 2012, ele marcou o primeiro em uma goleada por 5 a 1 contra o Portsmouth no Fratton Park. Ele jogou em todas as 46 partidas da liga em sua primeira temporada, enquanto o clube terminava no meio da tabela, ganhando o prêmio de Jogador do Ano do Burnley.
Trippier mais uma vez impressionou em sua segunda temporada no clube, sendo virtualmente um jogador constante, sendo nomeado no PFA Team of the Year da Championship para 2012–13. Em agosto de 2013, ele marcou um gol de falta na vitória por 2 a 0 sobre o Preston North End na Copa da Liga. Em janeiro de 2014, ele garantiu uma vitória por 3 a 2 sobre o Huddersfield Town com um gol tardio. Novamente, ele foi nomeado no PFA Team of the Year da Championship por temporadas consecutivas enquanto o Burnley terminou como vice-campeão e conquistou a promoção para a Premier League. Em maio de 2014, ele assinou um novo contrato melhorado de três anos até 2017 após o interesse relatado do Arsenal.

### Tottenham Hotspur

#### 2015–2017
Em 19 de junho de 2015, Trippier assinou com o clube da Premier League, Tottenham, por uma quantia relatada de £3,5 milhões, após passar com sucesso por um exame médico, tornando-se a segunda contratação do clube no verão. Esperava-se que Trippier competisse com Kyle Walker na lateral direita sob o comando do técnico Mauricio Pochettino, e ele não começou nenhuma partida pelo Tottenham antes do Natal, pois foi gradualmente integrado à equipe. Em 6 de fevereiro de 2016, ele marcou seu primeiro gol pelo Tottenham, marcando um cruzamento de Dele Alli, que acabou sendo o gol da vitória em uma vitória por 1 a 0 sobre o Watford. Trippier apareceu em seis jogos pelo Tottenham durante a temporada da Premier League, fazendo cinco partidas como titular enquanto Walker exibia sua melhor forma dos últimos anos. No entanto, Trippier jogou todos os minutos da campanha do Tottenham na Europa League que alcançou as oitavas de final.
Apesar de rumores de uma transferência para o Southampton, Trippier confirmou que estava "realmente feliz no clube" e que não estava "pensando em sair". Trippier fez sua estreia na Champions League em uma partida da fase de grupos contra o CSKA Moscow em 27 de setembro de 2016. Ele se saiu bem na posição de lateral-direito como substituto de Kyle Walker, que estava machucado durante a temporada 2016–17, e conquistou sua primeira convocação para a seleção nacional da Inglaterra.

#### 2017–2019

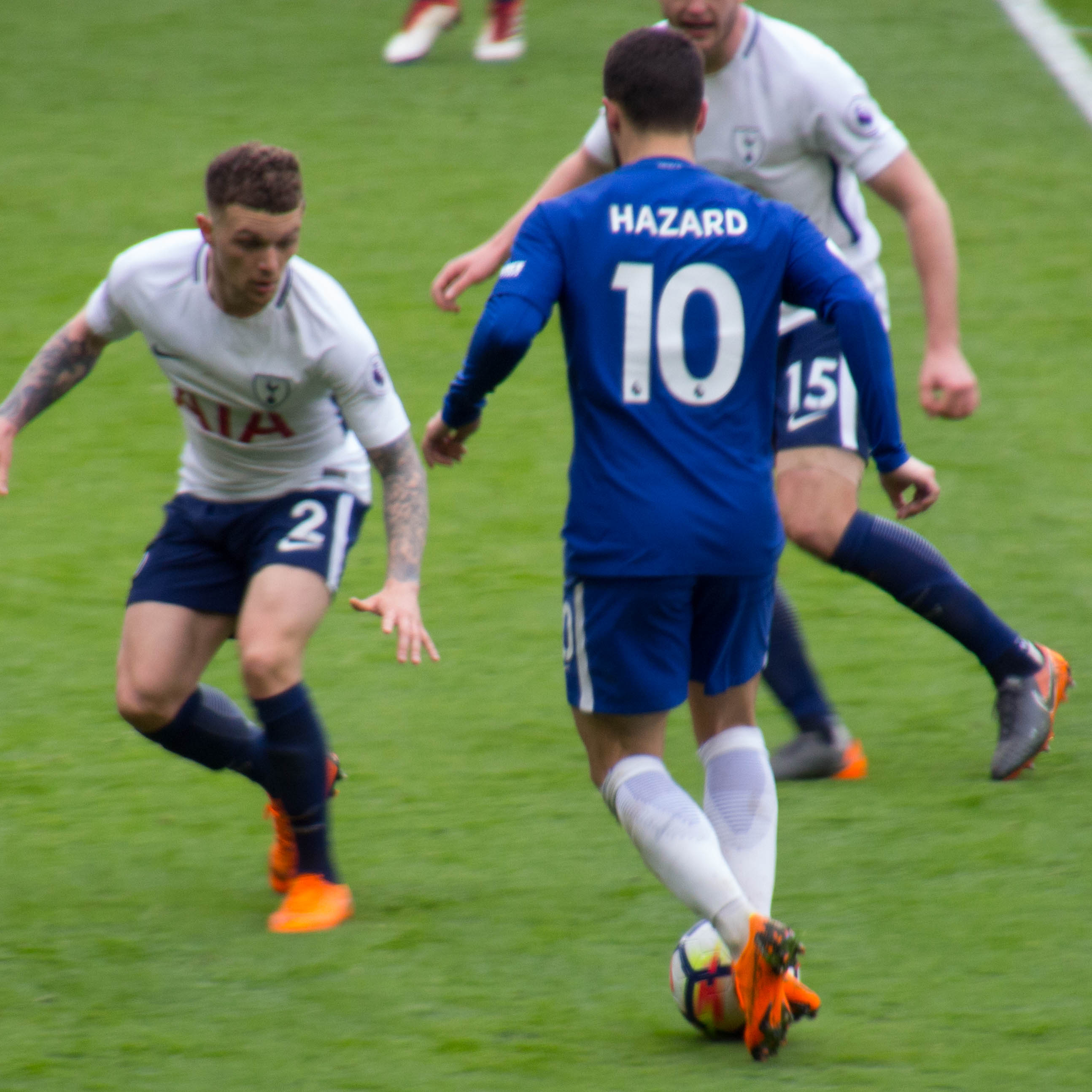
Trippier (à esquerda) jogando pelo Tottenham Hotspur em 2018

Em 30 de junho de 2017, Trippier concordou com um novo contrato de cinco anos com o Tottenham, comprometendo-se com o clube até 2022. Como Walker havia se mudado para o Manchester City no verão, Trippier se tornou um titular regular na equipe do Spurs no início da temporada 2017–18, embora tenha perdido o primeiro jogo da temporada devido a uma lesão sofrida em um amistoso de pré-temporada contra a Juventus, que o Spurs venceu por 2 a 1. No entanto, uma nova contratação para o Tottenham nesta temporada, Serge Aurier, em setembro, significou que ele e Aurier regularmente se revezavam na posição de lateral-direito. Ele impressionou com suas atuações na temporada, especialmente durante a partida em casa da Champions League contra o Real Madrid em 1º de novembro de 2017, que o Spurs venceu por 3 a 1.
Trippier fez sua primeira partida na temporada 2018–19 no jogo contra o Fulham e marcou seu primeiro gol da temporada de falta. No entanto, geralmente considerava-se que ele teve uma temporada decepcionante, depois de sofrer uma série de lesões leves, além de ter cometido uma série de erros defensivos. Em uma partida contra os rivais Chelsea, ele marcou um gol contra, ao tentar passar a bola para o goleiro Hugo Lloris. Seu gol fez o placar ficar em 2–0 para o Chelsea, que também foi o resultado final do jogo. Trippier fez parte do elenco do Tottenham que chegou à final da Liga dos Campeões da UEFA de 2019. Ele começou pelo Tottenham na final, enquanto os Spurs perderam por 2–0 para o Liverpool. Ele deixou o Tottenham ao final da temporada, tendo feito 114 partidas pelo clube em todas as competições.

### Atlético de Madrid
Trippier assinou com o clube da La Liga, Atlético de Madrid, em 17 de julho de 2019, em um contrato de três anos, por uma taxa de £20 milhões mais acréscimos. Ele se tornou o primeiro jogador inglês do Atlético em 95 anos. Em sua estreia em 18 de agosto na primeira partida da La Liga contra o Getafe, ele ajudou a equipe a vencer em casa por 1–0, fornecendo uma assistência para o gol de Álvaro Morata. Em dezembro de 2020, Trippier recebeu uma suspensão de 10 semanas no futebol mundial e foi multado em £70.000 por quatro violações das regras de apostas da Football Association, após alegadamente passar informações sobre sua transferência para seus amigos, que então fizeram apostas em sua transferência. O Atlético solicitou uma revisão e a suspensão foi suspensa pela FIFA até que o caso fosse decidido pelo Tribunal de Arbitragem do Esporte (TAS). O TAS rejeitou o recurso, e Trippier cumpriu sua suspensão até seu retorno à equipe para o derby de Madrid contra o Real Madrid em 7 de março de 2021, que terminou em empate por 1–1. No final da temporada 2020–21, Trippier conquistou seu primeiro grande troféu quando o Atlético garantiu o título da La Liga no último dia da temporada.
Em 7 de janeiro de 2022, Trippier assinou com o clube da Premier League, o Newcastle United, em um contrato de dois anos e meio por uma taxa de £12 milhões mais acréscimos. Ele estreou em 8 de janeiro, na derrota por 1–0 na terceira rodada da FA Cup contra o Cambridge United. Em 8 de fevereiro, Trippier marcou seu primeiro gol pelo Newcastle United, de falta, em uma vitória por 3–1 em casa contra o Everton. Em 13 de fevereiro, após marcar seu segundo gol pelo clube, também de falta, em uma vitória em casa por 1–0 contra o Aston Villa, Trippier quebrou o pé. A notícia foi descrita como "desastrosa" para o clube pelo comentarista e ex-jogador Jermaine Jenas, e o clube disse que não tinham certeza se Trippier jogaria novamente naquela temporada. No entanto, ele acabou perdendo apenas nove partidas e retornou como substituto no segundo tempo na derrota por 5–0 contra o Manchester City. Em 21 de agosto de 2022, Trippier marcou o terceiro gol do Newcastle em um empate em 3–3 com o Manchester City. Mais tarde na partida, ele foi inicialmente expulso pelo árbitro Jarred Gillett por um desafio alto no Kevin De Bruyne, mas a decisão foi revertida pelo VAR. Na temporada 2022–23, Trippier foi um membro chave do time do Newcastle que alcançou o terceiro lugar na Premier League na pausa de novembro, recebendo elogios regulares de comentaristas por suas habilidades defensivas e criativas. O time concedeu menos gols do que qualquer outro clube antes da Copa do Mundo de 2022, e o menor número em toda a temporada. Trippier também estava entre os três primeiros de todos os jogadores em chances criadas e cruzamentos entregues. Em 27 de janeiro de 2023, ele assinou uma extensão de contrato até o verão de 2025. Na ausência do capitão do clube, Jamaal Lascelles, Trippier frequentemente capitaneou o time durante a temporada e foi nomeado Jogador do Ano do Newcastle United por suas atuações. Em 24 de setembro de 2023, Trippier jogou na vitória por 8–0 do Newcastle contra o Sheffield United; ele se tornou o segundo jogador na história da Premier League a assistir três gols de cabeça em uma partida. Em 21 de outubro de 2023, após a vitória por 4–0 do Newcastle sobre o Crystal Palace, Trippier se tornou o primeiro jogador do Newcastle na história da Premier League a assistir um gol em quatro partidas consecutivas.

## Títulos
Atlético de Madrid
- Campeonato Espanhol: 2020–21

Newcastle
- Copa da Liga Inglesa: 2024–25